# مارسيلو غوميز (مخرج)
مارسيلو غوميز (بالبرتغالية: Marcelo Gomes‏) هو كاتب سيناريو ومخرج برازيلي، ولد في 28 أكتوبر 1963 في ريسيفي في البرازيل.

## وصلات خارجية
- مارسيلو غوميز على موقع IMDb (الإنجليزية)
- مارسيلو غوميز على موقع ألو سيني (الفرنسية)
- مارسيلو غوميز على موقع أول موفي (الإنجليزية)
- مارسيلو غوميز على موقع قاعدة بيانات الفيلم (الإنجليزية)
- مارسيلو غوميز على موقع كينوبويسك (الروسية)